# Bibi (cantora)
Kim Hyung-soo (em coreano: 김형서 (hangul) / 金亨瑞 (hanja); romaniz.: Gim Hyeong-seo (Romanização revisada); Kim Hyŏngsŏ (McCune–Reischauer); nascida em Ulsan, Coreia do Sul, em 27 de setembro de 1998), conhecida profissionalmente como BIBI (em coreano: 비비; romaniz.: Bi-bi (Romanização revisada); estilizado em letras maiúsculas), é uma cantora-compositora, produtora musical, atriz e rapper sul-coreana. Em 2017, ela assinou um contrato com a gravadora Feel Ghood Music após Yoon Mi-rae descobrir as músicas que ela produzia no SoundCloud.

## Biografia

### Pré-estreia
Bibi nasceu em Ulsan e passou a adolescência em Changwon. Ela se sentia envergonhada ao falar com pessoas, então começou a escrever músicas sobre não conseguir falar o que queria aos seus 15 anos.
Bibi era conhecida como "Nakedbibi" no SoundCloud. O signficado do nome vem da palavra "baby", que soa como "bibi" quando pronunciada rapidamente, e que bebês recém-nascidos não vestem roupa alguma e têm uma aparência natural imutável. Segundo Bibi, seu nome profissional atual define sua vontade de mostrar sua a versão mais honesta.
Em seu SoundCloud, Bibi é conhecida por produzir músicas de diversos gêneros, incluindo R&B, soul, hip-hop e baladas. Ela se inspira em suas experiências e sentimentos.

### Carreira
Bibi apareceu como uma competidora no show The Fan da emissora SBS, onde ela terminou em segundo lugar. Ela estreiou oficialmente com o single "Binu" em 15 de maio de 2019.
Em abril de 2021, ela lançou o EP Life is a Bi.... Em outubro, ela lançou o single "The Weekend" em parceria com a 88rising, posteriormente alçancando o vigésimo nono lugar no Top 40 da Mediabase, fazendo de Bibi a primeira artista solo coreana a realizar tal feito. Em dezembro, ela assinou um contrato de promoção global com a 88rising. Em 2022, ela lançou seu álbum de estreia Lowlife Princess: Noir.

## Vida pessoal

### Aparência
Bibi é conhecida por 2 pontos vermelhos de baixo de seus olhos. Os pontos são um estilo de maquiagem inspirado na roséola de seu avô, que o levou a morte. O estilo é uma homenagem a ele, que foi uma figura importante na vida de Bibi.

### Familiares
Bibi tem uma irmã mais nova, Kim Na-kyoung, que estreiou no grupo TripleS, sub-unidade Acid Angel from Asia, no dia 28 de outuburo de 2022.

## Discografia

### Álbuns de estúdio
| Título                 | Detalhes do EP | Melhores posições nas paradas | Vendas        |
| Título                 | Detalhes do EP | KOR                           | Vendas        |
| ---------------------- | --- | ----------------------------- | ------------- |
| Lowlife Princess: Noir | - Data de lançamento: November 18, 2022 - Gravadora: Feel Ghood Music, Kakao Entertainment, 88rising - Formato: CD, Digital download | 7                             | - KOR: 17,971 |

### EPs
| Título                                                                 | Detalhes do EP | Melhores posições nas paradas | Vendas       |
| Título                                                                 | Detalhes do EP | KOR                           | Vendas       |
| ---------------------------------------------------------------------- | --- | ----------------------------- | ------------ |
| The Manual for People Who Want to Love (사랑하는 사람들을 위한 지침서) | - Data de lançamento: 12 de junho de 2019 - Gravadora: Feel Ghood Music, The Five Cultural Industrial Company, Kakao M - Formatos: Digital download Faixas 1. "Nabi" (나비) 2. "Give More Care Less" 3. "Pretty Ting" (feat. Kim Seung-min) 4. "Fedexx Girl" (feat. Changmo) | —                             | —            |
| Life is a Bi... (인생은 나쁜X)                                         | - Data de lançamento: 28 de abril de 2021 - Gravadora: Feel Ghood Music, The Five Cultural Industrial Company, Kakao Entertainment - Formatos: CD, digital download | 31                            | - KOR: 4,257 |

### Singles

#### Como artista principal
| Título                                                          | Álbum | Melhores posições nas paradas | Álbum                                  |
| Título                                                          | Álbum | KOR                           | Álbum                                  |
| --------------------------------------------------------------- | ----- | ----------------------------- | -------------------------------------- |
| "Rebirth" (환생)                                                | 2018  | —                             | The Fan 1 Round Part 1                 |
| "Letter" (편지)                                                 | 2019  | —                             | The Fan 3 Round Part 2                 |
| "Fly With Me"                                                   | 2019  | —                             | The Fan 4 Round Part 2                 |
| "Three W's and One H" (언제 어디서 무엇을 어떻게)               | 2019  | —                             | The Fan Top 3                          |
| "Hangang" (한강)                                                | 2019  | —                             | The Fan Top 2                          |
| "Binu" (비누)                                                   | 2019  | —                             | Single avulso                          |
| "Nabi" (나비)                                                   | 2019  | —                             | The Manual for People Who Want to Love |
| "Step?" (자국)                                                  | 2019  | —                             | Single avulso                          |
| "Restless" (신경쓰여)                                           | 2020  | —                             | Listen 035                             |
| "I'm Good at Goodbyes" (안녕히)                                 | 2020  | —                             | Singles avulsos                        |
| "Kazino" (사장님 도박은 재미로 하셔야 합니다)                   | 2020  | —                             | Singles avulsos                        |
| "She Got It" (쉬가릿)                                           | 2020  | —                             | Dingo X Bibi                           |
| "Eat My Love" (사랑의 묘약)                                     | 2021  | 175                           | Single avulso                          |
| "Bad Sad and Mad"                                               | 2021  | —                             | Life Is a Bi...                        |
| "Life Is a Bi..." (인생은 나쁜X)                                | 2021  | —                             | Life Is a Bi...                        |
| "Why Y" (featuring Tiger JK)                                    | 2021  | —                             | Single avulso                          |
| "Pado"                                                          | 2021  | —                             | Single avulso                          |
| "The Weekend"                                                   | 2021  | —                             | Single avulso                          |
| "Animal Farm" (가면무도회)                                      | 2022  | 199                           | Lowlife Princess: Noir                 |
| "Sweet Sorrow of Mother" (불륜)                                 | 2022  | 151                           | Lowlife Princess: Noir                 |
| "Blade" (철학보다 무서운건 비비의 총알)                         | 2022  | —                             | Lowlife Princess: Noir                 |
| "Bibi Vengeance" (나쁜X)                                        | 2022  | 130                           | Lowlife Princess: Noir                 |
| "Jotto" (조또)                                                  | 2022  | —                             | Lowlife Princess: Noir                 |
| "—" significa que o lançamento não entrou nas paradas musicais, |       |                               |                                        |

#### Como artista colaboradora
| Título                                                                       | Álbum | Melhores posições nas paradas | Álbum                |
| Título                                                                       | Álbum | KOR                           | Álbum                |
| ---------------------------------------------------------------------------- | ----- | ----------------------------- | -------------------- |
| "Payback" (Black Nine feat. Bibi)                                            | 2017  | —                             | American Assassin    |
| "Ghood Family" (Tiger JK, Yoon Mi-rae feat. Bizzy, Black Nine, Bibi, Mrshll) | 2017  | —                             | Single avulso        |
| "Ooh Ah" (우아) (Bizzy feat. Bibi)                                           | 2018  | —                             | Single avulso        |
| "Eleven" (twlv feat. Bibi)                                                   | 2019  | —                             | Blueline             |
| "Hammock" (해먹) (Crucial Star feat. Bibi)                                   | 2019  | —                             | Single avulsos       |
| "Fever" (Park Jin-young feat. Superbee, Bibi)                                | 2019  | 30                            | Single avulsos       |
| "Te Quiero" (twlv feat. Bibi)                                                | 2020  | —                             | K.I.S.S              |
| "Love & Hate" (웬수) (Zico feat. Bibi)                                       | 2020  | 151                           | Random Box           |
| "Everything" (Way Ched feat. Changmo, Coogie, Ash Island, Bibi)              | 2020  | —                             | Single avulso        |
| "Mukkbang! Remix" (Lil Cherry, GOLDBUUDA feat. Jay Park, Bibi, Dumbfoundead) | 2020  | —                             | Chef Talk            |
| "Canoe" (카누) (QM feat. BIBI)                                               | 2020  | —                             | Money Breath         |
| "Hanryang" (한량) (Prod. DinDin) (Kim Hee-chul, Min Kyung-hoon feat. Bibi)   | 2020  | 190                           | Single avulso        |
| "Meu Tempo" (Heo Won-hyuk feat. Bibi, Simon Dominic)                         | 2021  | —                             | High School Rapper 4 |
| "Is This Bad B****** Number?" (Jeon So-yeon feat. Bibi, Lee Young-ji)        | 2021  | —                             | Windy                |
| "Second" (Hyo feat. Bibi)                                                    | 2021  | 176                           | Deep                 |
| "Galipette" (Lolo Zouaï feat. Bibi)                                          | 2021  | —                             | Single avulsos       |
| "Picky Baby" (Owell Mood feat. Bibi)                                         | 2021  | —                             | Single avulsos       |
| "Smiley" (Yena feat. Bibi)                                                   | 2022  | 8                             | Smiley               |
| "Crazy Like You" (Chungha feat. Bibi)                                        | 2022  | —                             | Bare & Rare          |
| "—" significa que o lançamento não entrou nas paradas musicais,              |       |                               |                      |

#### Colaborações
| Título                                                               | Álbum | Melhores posições nas paradas | Melhores posições nas paradas | Álbum                             |
| Título                                                               | Álbum | KOR                           | US Pop                        | Álbum                             |
| -------------------------------------------------------------------- | ----- | ----------------------------- | ----------------------------- | --------------------------------- |
| "Cute Lil Thug" (니 마음을 훔치는 도둑) (com Yoon Mi-rae)            | 2019  | —                             | —                             | The Fan Top 3                     |
| "This Is Pengsoo" (펭수로 하겠습니다) (com Pengsoo, Tiger JK, Bizzy) | 2020  | 54                            | —                             | Billboard Project Vol. 1          |
| "Automatic" (com Chancellor, Babylon, twlv, MOON, Jiselle)           | 2020  | —                             | —                             | Single avulso                     |
| "She Said" (com Crush)                                               | 2020  | 108                           | —                             | with HER                          |
| "Automatic Remix"                                                    | 2020  | —                             | —                             | Single avulsos                    |
| "Code Clear" (격리해제)                                              | 2021  | —                             | —                             | Single avulsos                    |
| "The Weekend (Remix)" (com 347aidan)                                 | 2021  | —                             | 33                            | Single avulsos                    |
| "Best Lover" (com 88rising)                                          | 2022  | —                             | —                             | Single avulsos                    |
| "Law" (Prod. Czaer) (com Yoon Mi-rae)                                | 2022  | 14                            | —                             | Street Man Fighter Original Vol.3 |
| "—" significa que o lançamento não entrou nas paradas musicais,      |       |                               |                               |                                   |

#### Soundtracks (OSTs)
| Título                                                          | Álbum | Melhores posições nas paradas | Melhores posições nas paradas | Álbum                                         |
| Título                                                          | Álbum | KOR                           | KOR Hot                       | Álbum                                         |
| --------------------------------------------------------------- | ----- | ----------------------------- | ----------------------------- | --------------------------------------------- |
| "Tonight" (오늘 밤은 말야) (com Jinho do Pentagon)              | 2020  | —                             | —                             | Big Picture House OST Part 3                  |
| "Naan" (난)                                                     | 2020  | —                             | —                             | Live On OST Part 2                            |
| "Timeless"                                                      | 2021  | —                             | —                             | Beyond Evil OST Part 2                        |
| "Stay with Me" (내 곁에 있어줘요)                               | 2021  | —                             | —                             | Oh My Ladylord OST Part 5                     |
| "Never Gonna Come Down" (com Mark Tuan)                         | 2021  | —                             | —                             | Shang-Chi and the Legend of the Ten Rings OST |
| "Maybe If" (우리가 헤어져야 했던 이유)                          | 2021  | 21                            | —                             | Our Beloved Summer OST Part 2                 |
| "Very, Slowly" (아주, 천천히)                                   | 2022  | 48                            | 89                            | Twenty-Five Twenty-One OST Part 3             |
| "—" significa que o lançamento não entrou nas paradas musicais, |       |                               |                               |                                               |

## Filmografia

### Filme
| Ano  | Título                              | Papel           | Notas             | Ref.   |
| ---- | ----------------------------------- | --------------- | ----------------- | ------ |
| 2021 | Whispering Corridors 6: The Humming | Jae-yeon        |                   | [ 26 ] |
| 2023 | Phantom                             | Secretária nova | Aparição especial | [ 27 ] |
| ASA  | Hwaran                              | Ha-yan          |                   | [ 28 ] |

### Reality shows
| Ano       | Título  | Papel       | Notas | Ref.  |
| --------- | ------- | ----------- | ----- | ----- |
| 2018–2019 | The Fan | Competidora | Top 2 | [ 6 ] |

### Web shows
| Ano       | Título                   | Papel            | Nota          | Ref.          |
| --------- | ------------------------ | ---------------- | ------------- | ------------- |
| 2021-2022 | Girls High Mystery Class | Membra do elenco | temporada 1-2 | [ 29 ] [ 30 ] |
| 2022      | Witch Hunt 2022          | Host             |               | [ 31 ]        |

## Concertos
- Can You Come? (2022)[32]

## Premiações
| Prêmio                        | Ano  | Categoria                   | Nominado                        | Resultado | Ref.   |
| ----------------------------- | ---- | --------------------------- | ------------------------------- | --------- | ------ |
| Aurora Awards                 | 2022 | Música                      | Bibi                            | Venceu    | [ 33 ] |
| Blue Dragon Series Awards     | 2022 | Best New Female Entertainer | Girls High School Mystery Class | Indicado  | [ 34 ] |
| Brand Customer Loyalty Awards | 2021 | Hot Icon Award              | Herself                         | Indicado  | [ 35 ] |
| Brand Customer Loyalty Awards | 2021 | R&B Soul Artist             | Herself                         | Venceu    | [ 35 ] |
| Korean Hip-hop Awards         | 2021 | Nova Artista do Ano         | Herself                         | Indicado  | [ 36 ] |
| Korean Hip-hop Awards         | 2021 | Faixa R&B do ano            | "Kazino"                        | Indicado  | [ 36 ] |
| Korean Hip-hop Awards         | 2021 | Faixa R&B do ano            | "Automatic Remix"               | Indicado  | [ 36 ] |
| Korean Hip-hop Awards         | 2021 | Colaboração do ano          | "Automatic Remix"               | Indicado  | [ 36 ] |
| Seoul Music Awards            | 2023 | OST Award                   | “Very, Slowly”                  | Pendente  | [ 37 ] |